# Ненормальность (поведение)
Ненормальность (или дисфункциональное поведение) — это поведенческая характеристика, приписываемая людям с состояниями, которые считаются редкими или дисфункциональными. Поведение считается ненормальным, когда оно нетипично или необычно, состоит из нежелательного поведения и приводит к нарушению функционирования человека. Аномалия в поведении - это поведение, которое считается отклоняющимся от конкретных социальных, культурных и этических ожиданий. Эти ожидания в значительной степени зависят от возраста, пола, традиционных и социальных категорий. Определение ненормального поведения является часто обсуждаемым вопросом в ненормальной психологии  из-за этих субъективных переменных.
Ненормальное поведение не следует путать с необычным поведением. Необычное поведение не обязательно свидетельствует о психическом или психологическом расстройстве. Аномальное поведение, с другой стороны, хотя и не является психическим расстройством само по себе, часто является индикатором возможного психического и/или психологического расстройства.  Психологическое расстройство определяется как «продолжающаяся дисфункциональная модель мышления, эмоций и поведения, которая вызывает значительные страдания и считается девиантной в культуре или обществе этого человека».  Ненормальное поведение, связанное с психологическими расстройствами, будет «продолжающимся» и причиной «значительного стресса». Психическое расстройство описывает пациента, у которого есть заболевание, при котором практикующий врач делает вывод о том, что пациент демонстрирует ненормальное поведение, на основании критериев Диагностического и статистического руководства по психическим расстройствам, пятое издание (DSM-5).  Таким образом, просто потому, что поведение является необычным, оно не делает его ненормальным; он считается ненормальным только в том случае, если он соответствует этим критериям. DSM-5 используется как исследователями, так и клиницистами для диагностики потенциального психического расстройства. Критерии, которым необходимо соответствовать в DSM-5, различаются для каждого психического расстройства. 
В отличие от физических отклонений в состоянии здоровья, когда симптомы являются объективными, специалисты в области психологии здравоохранения не могут использовать объективные симптомы при оценке кого-либо на предмет отклонений в поведении.

## Несколько общепринятых критериев
Существует пять основных критериев аномалии. Они есть:
1. Статистический критерий
2. Социальный критерий
3. Личный дискомфорт (дистресс)
4. Неадаптивное поведение
5. Отклонение от идеала

Аномальное поведение — это «действия, которые являются неожиданными и часто оцениваются негативно, потому что они отличаются от типичного или обычного поведения».
Следующие критерии являются субъективными:
- Неадаптивное и неправильное поведение: поведение, которое в силу обстоятельств не полностью адаптировано к окружающей среде. Вместо этого они становятся неисправными и вредными для человека или других. Например, мышь продолжает пытаться убежать, когда побег явно невозможен. [10]
- Поведение, нарушающее нормы общества. [11] Когда люди не следуют общепринятым социальным и моральным правилам своего общества, такое поведение считается ненормальным.
- Дискомфорт наблюдателя. [12] Если поведение человека доставляет дискомфорт тем, кто находится под наблюдением, его, скорее всего, сочтут ненормальным.

Стандартными критериями в психологии и психиатрии являются психические заболевания или психические расстройства. Определение аномалии в поведении основывается на медицинском диагнозе .
Другие критерии включают в себя:
- Статистическая редкость: статистически редкое поведение называется ненормальным. Хотя это и не всегда так, наличие аномального поведения у людей обычно редко или статистически необычно. Любое конкретное ненормальное поведение может быть необычным, но люди нередко демонстрируют ту или иную форму продолжительного ненормального поведения в какой-то момент своей жизни.[13]
- Отклонение от социальных норм: поведение, отклоняющееся от социальных норм, определяется как отступление или отклонение личности от неписаных правил (норм) общества. Например, если бы кто-то стал свидетелем того, как человек прыгает обнаженным по улицам, этот человек, вероятно, был бы воспринят большинством людей как ненормальный, поскольку они нарушили нормы общества в отношении ношения одежды. Есть также ряд критериев, которые нужно изучить, прежде чем выносить суждение о том, отклонился ли кто-то от норм общества:
  - культура ; то, что может считаться нормальным в одной культуре, может рассматриваться как ненормальное в другой.
  - Ситуация и контекст, в который вы попали; например, посещение туалета является нормальным человеческим действием, но посещение центра супермаркета, скорее всего, будет рассматриваться как в высшей степени ненормальное, т. е. испражнение или мочеиспускание в общественных местах является незаконным как проступок непристойного общественного поведения.
  - Возраст; ребенку в три года могло сойти с рук раздевание на публике, но не человеку в двадцать лет.
  - Пол: мужчина, реагирующий поведением, на которое обычно реагируют как на женщину, и наоборот, часто может рассматриваться как ненормальный или отклоняющийся от социальных норм.
  - Исторический контекст; стандарты нормального поведения в некоторых обществах меняются, иногда очень быстро.
- Неспособность адекватно функционировать: ненормальное поведение. Эти критерии необходимы для обозначения аномалии как расстройства, если человек не в состоянии справиться с требованиями повседневной жизни. [14] Однако психологи могут не согласиться с границами, которые определяют, что является «функционирующим» и что является «адекватным», поскольку некоторые виды поведения, которые могут привести к «отказу в функционировании», не считаются плохими. Например, пожарные, рискующие своей жизнью, чтобы спасти людей в пылающем пожаре, могут «не функционировать» в том смысле, что они рискуют своей жизнью, а в другом контексте их действия могут быть истолкованы как патологические, но в контексте пожарный сказал, что риски не противоречат адекватному функционированию.
- Отклонение от идеального психического здоровья: определяет ненормальность, определяя, влияет ли поведение, которое демонстрирует человек, на его психическое благополучие. Как и в случае определения неспособности функционировать, границы, определяющие, что такое «идеальное психическое здоровье», четко не определены. Частая проблема с определением заключается в том, что все люди в какой-то момент своей жизни отклоняются от идеального психического здоровья, но это не означает, что поведение является ненормальным. Например, кто-то, кто потерял родственника, испытывает стресс и на какое-то время отклоняется от «идеального психического здоровья», но его дистресс не определяется как ненормальный, поскольку дистресс является ожидаемой реакцией. [15]

Распространенным подходом к определению аномалии является многокритериальный подход, при котором все определения аномалии используются для определения того, является ли поведение человека ненормальным. Например, психологи были бы готовы определить поведение человека как «ненормальное», если выполняются следующие критерии:
- Человек занимается поведением, которое мешает ему функционировать.
- Индивидуум совершает действия, нарушающие социальные нормы.
- Индивидуум ведет себя статистически редко.

Хорошим примером ненормального поведения, оцениваемого с помощью многокритериального подхода, является депрессия: ее обычно рассматривают как отклонение от идеальной психической стабильности, она часто мешает человеку «функционировать» в нормальной жизни и, хотя является относительно распространенным явлением. психическое расстройство, оно все еще статистически нечасто. Большинство людей не испытывают значительного большого депрессивного расстройства в своей жизни.  Таким образом, депрессия и связанное с ней поведение будут считаться ненормальными.

## Смотрите также
- Антисоциальное поведение
- Девиантность
- Эксцентриситет (поведение)
- Норма (социальная)
- Психопатия
- Социальное отчуждение